# Roland Puchot
Roland Puchot, hrabia des Alleurs (ur. 1693, zm. 23 listopada 1754) - dyplomata francuski o ambicjach literackich.
Jego ojcem był dyplomata Pierre Puchot (1643-1725).
W 1739 opublikował anonimowo  Lettre d'un patissier anglois au nouveau cuisinier françois. Avec un extrait du Craftsman („List cukiernika angielskiego do nowego kucharza francuskiego, wraz z wyjątkiem z The Craftsman”). Była to próba naśladownictwa stylu istniejącej od 1726 brytyjskiej gazety The Craftsman. Korespondował z prowadzącą salon literacki Madame de Graffigny.
W latach 1747–1754 był ambasadorem Francji w Konstantynopolu. Zmarł podczas pełnienia tej misji.